# Indigofera malacostachys
Indigofera malacostachys là một loài thực vật có hoa trong họ Đậu. Loài này được Harv. miêu tả khoa học đầu tiên.